# David Glass

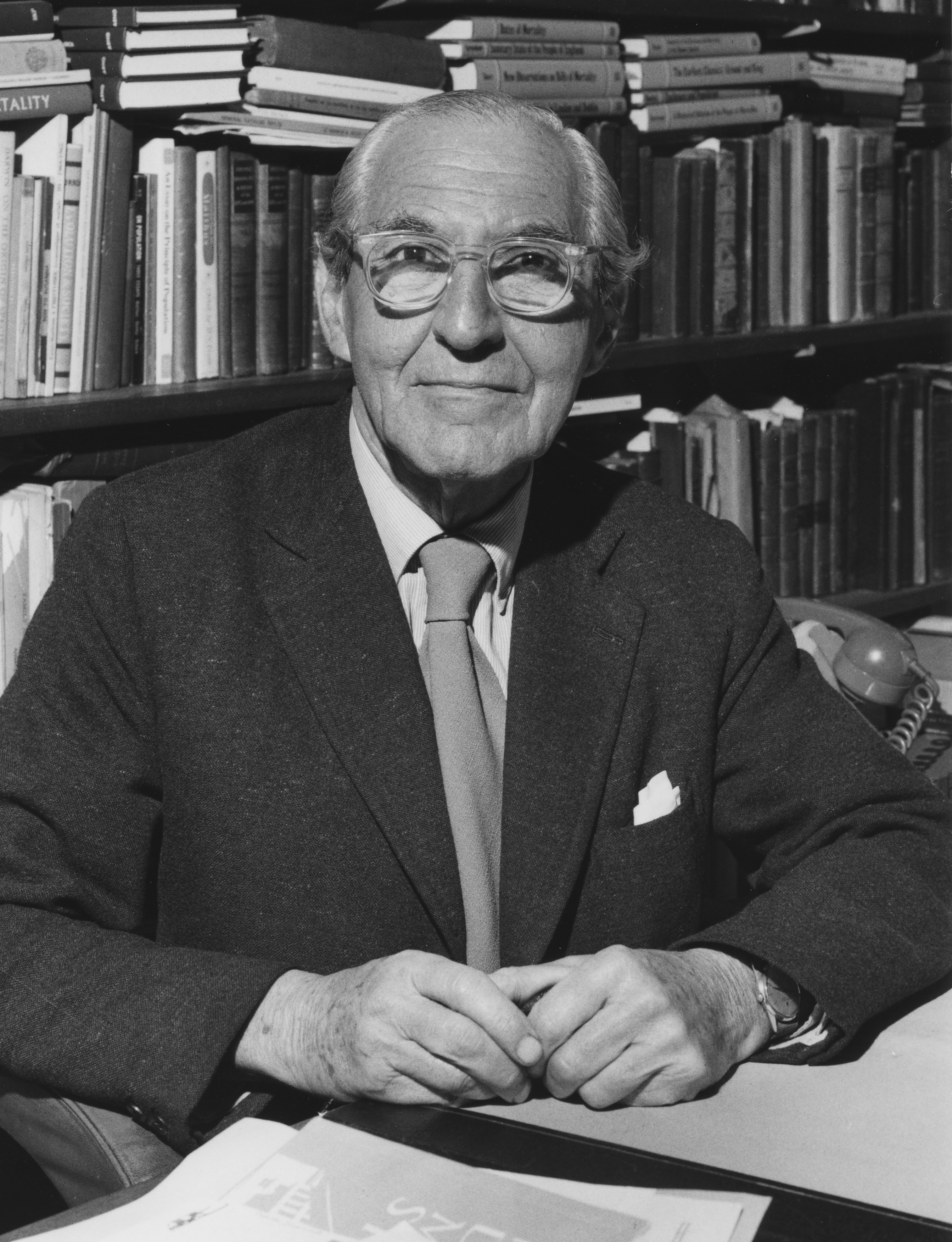
David Glass

David Victor Glass (* 2. Januar 1911 in London; † 23. September 1978) war ein britischer Soziologe. Er wurde durch seine Forschungen zur sozialen Mobilität bekannt. In deutscher Sprache gab er gemeinsam mit René König das Standardwerk Soziale Schichtung und soziale Mobilität heraus.
Glass erhielt seine akademische Ausbildung an der London School of Economics and Political Science, wo er anschließend ab 1932 als wissenschaftlicher Mitarbeiter und ab 1948 als Professor für Soziologie tätig war. Seit 1964 war er Mitglied (Fellow) der British Academy. 1971 wurde er in die American Academy of Arts and Sciences gewählt, 1973 in die National Academy of Sciences.
Glass war mit der Stadtsoziologin Ruth Glass verheiratet.

## Veröffentlichungen (Auswahl)
- (Hrsg.): Social mobility in Britain. Routledge & Kegan Paul, London 1954 (4. Aufl. 1967).
- (Hrsg.): Demography. A survey prepared under the auspices of the International Union for the Scientific Study of Population. UNESCO, Paris 1957.
- (Hrsg., mit René König): Soziale Schichtung und soziale Mobilität (= Kölner Zeitschrift für Soziologie und Sozialpsychologie, Sonderhefte, Bd. 5). Westdeutscher Verlag, Opladen 1961 (5. Aufl. 1974).
- (Hrsg., mit David Eversley): Population in history. Essays in historical demography. Arnold, London 1965 (Reprint 1974).
- (Hrsg., mit Roger Revelle): Population and social change. Arnold, London 1972, ISBN 0-8448-0009-0.
- (Hrsg.): The population controversy. A collective reprint of material concern ing the 18th century controversy on the trend of population in England and Wales. Gregg, Westmead 1973.
- Numbering the people. The 18th-century population controversy and the development of census and vital statistics in Britain. Gordon and Cremonesi, London 1978, ISBN 0-86033-063-X.